# Xiaomi

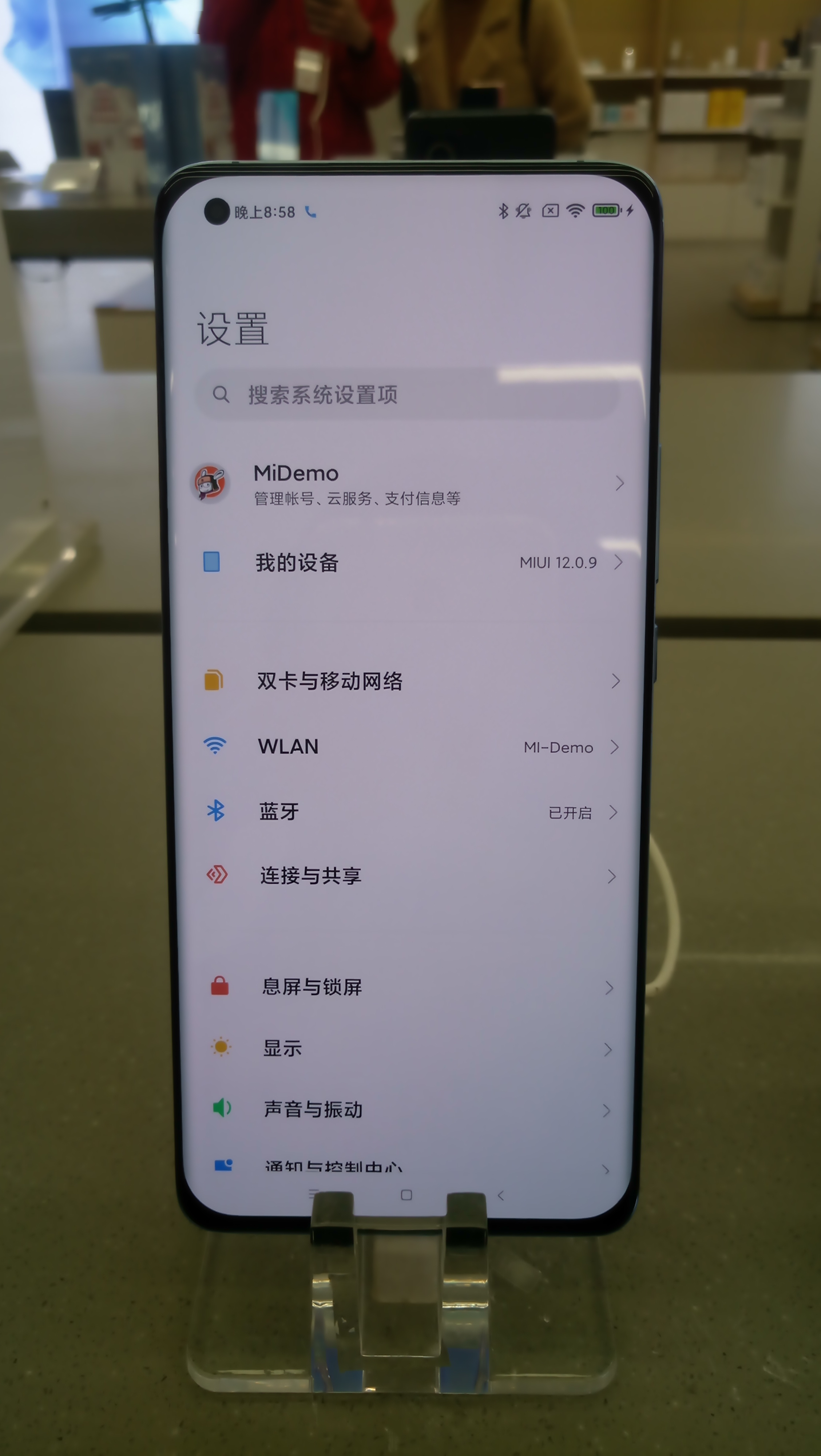
Xiaomi Mi 11

Xiaomi Inc.  (tiếng Trung: 小米科技; bính âm: Xiǎomĭ Kējì, nghĩa đen "Xiaomi Tech", Hán Việt: "Tiểu Mễ khoa kỹ") là một Tập đoàn sản xuất hàng điện tử Trung Quốc có trụ sở tại Thâm Quyến. Xiaomi là nhà sản xuất điện thoại thông minh lớn thứ 2 thế giới; trong quí 3 năm 2021, Xiaomi đã chiếm gần 17% thị trường điện thoại thông minh thế giới. Xiaomi thiết kế, phát triển, và bán điện thoại thông minh, ứng dụng di động, theo Forbes. Công ty đã bán hơn 60 triệu chiếc điện thoại thông minh trong năm 2014.
Xiaomi được tỷ phú Lôi Quân cùng với sáu cộng sự thành lập tại Bắc Kinh vào năm 2010. Lôi Quân trước đây đã thành lập Kingsoft và Joyo.com, công ty mà ông đã bán cho Amazon với giá 75 triệu đô la vào năm 2004. Tháng 8 năm 2011, Xiaomi phát hành chiếc điện thoại thông minh đầu tiên và đến năm 2014, đã chiếm thị phần lớn nhất trong số các điện thoại thông minh được bán ở Trung Quốc. Ban đầu, công ty chỉ bán trực tuyến các sản phẩm của mình, nhưng sau đó đã mở các cửa hàng bán lẻ. Đến năm 2015, Xiaomi đã phát triển một loạt các thiết bị điện tử tiêu dùng. Năm 2020, công ty đã bán được 146,3 triệu điện thoại thông minh và giao diện người dùng di động MIUI của công ty có hơn 500 triệu người dùng hoạt động hàng tháng.  Tính đến năm 2023, Xiaomi là nhà bán điện thoại thông minh lớn thứ ba thế giới, với thị phần khoảng 12%, theo Counterpoint. Sự hiện diện của Xiaomi đã khiến một số người gọi Xiaomi là "Apple của Trung Quốc". Công ty cũng đã cho ra đời dòng sản phẩm thiết bị đeo tay  và là nhà sản xuất thiết bị gia dụng lớn, bao gồm TV, đèn pin, máy bay không người lái và máy lọc không khí, sử dụng hệ sinh thái Internet of Things và Xiaomi Smart Home.
Xiaomi giữ giá sản phẩm gần với chi phí sản xuất và chi phí linh kiện bằng cách giữ hầu hết các sản phẩm của mình trên thị trường trong 18 tháng, lâu hơn hầu hết các công ty điện thoại thông minh khác. Công ty cũng sử dụng tối ưu hóa hàng tồn kho và bán hàng flash để giữ mức tồn kho thấp.

## Lịch sử
Xiaomi được đồng sáng lập bởi tám đối tác vào ngày 6 tháng 4 năm 2010. Trong vòng đầu tiên của tài trợ, các nhà đầu tư bao gồm Temasek Holdings, một công ty đầu tư của chính phủ Singapore, các quỹ đầu tư mạo hiểm IDG Trung Quốc Capital và Qiming Venture Partners, và phát triển bộ vi xử lý di động Qualcomm. Vào ngày 16 tháng 8 năm 2010, Xiaomi chính thức ra mắt phần mềm MIUI dựa trên Android đầu tiên Điện thoại thông minh Xiaomi Mi1 được ra mắt vào tháng 8 năm 2011 Nó được chạy trên phần mềm MIUI của Xiaomi cơ bản dựa trên nền Android, TouchWiz của Samsung và iOS của Apple. Thiết bị này cũng được xuất xưởng với hệ điều hành Android.
Vào tháng 8 năm 2012, Xiaomi đã công bố điện thoại thông minh Xiaomi Mi2. Chiếc điện thoại này được trang bị vi xử lí Snapdragon S4 Pro APQ8064 của Qualcomm, chip Krait lõi tứ 1,5 GHz với 2 GB RAM và GPU Adreno 320. Vào ngày 24 tháng 9 năm 2013 công ty cho biết rằng công ty đã bán được hơn 10 triệu thiết bị Mi2 trong 11 tháng trước đó. Điện thoại thông minh Mi-2 được bán ra bởi nhà cung cấp điện thoại không dây Mobicity ở Úc, châu Âu, New Zealand, Anh và Mỹ. Ngày 5 tháng 9 năm 2013, giám đốc điều hành Xiaomi Lôi Quân đã công bố kế hoạch ra mắt dựa trên chiếc Android 47-inch 3D Smart TV, sẽ được lắp ráp bởi Sony TV nhà sản xuất Wistron Corporation của Đài Loan. Công ty giải thích sự lựa chọn như để tận dụng kỹ năng của Wistron khi là nhà cung cấp của Sony. Vào tháng 9 năm 2013, Xiaomi công bố điện thoại Mi3 của nó, với một phiên bản trang bị Snapdragon 800 (MSM8974AB) và một bằng vi xử lí Tegra 4 NVIDIA., Một chip Krait lõi tứ 2,3 GHz với 2 GB RAM và GPU Adreno 330. Vào ngày 25 tháng 9 năm 2013, Xiaomi đã công bố các kế hoạch để mở trung tâm dịch vụ của hãng ở Bắc Kinh. Tính đến tháng 10 năm 2013 Xiaomi đã được báo cáo là dòng smartphone được dùng nhiều thứ năm của Trung Quốc. Trong năm 2013 công ty đã bán được 18,7 triệu điện thoại thông minh, và 26,1 triệu USD trong nửa đầu năm 2014.
Trong năm 2014, Xiaomi công bố mở rộng khu vực bên ngoài Trung Quốc, với điểm dừng đầu tiên của họ là Singapore. Các trụ sở quốc tế sẽ phối hợp tất cả các hoạt động bao gồm giới thiệu sản phẩm trong tương lai trong khu vực, cũng sẽ được thiết lập ở đó. Điện thoại Redmi và Mi3 của Xiaomi đã được phát hành tại Singapore vào ngày 21 tháng 2 và 07 Tháng 3 2014. Ngày 07 tháng 3, lô Xiaomi Mi3 bán hết trong vòng 2 phút trong ngày mở bán đầu tiên ở Singapore. Sau Singapore, công ty đã mở tại Malaysia, Philippines và Ấn Độ, và đã có kế hoạch mở tiếp ở các thị trường Indonesia, Thái Lan, Nga, Thổ Nhĩ Kỳ, Brazil và México trong những tháng tiếp theo. Ngày 17 tháng 3 năm 2014, phablet Redmi Note (được gọi là HongMi Note ở một số thị trường châu Á) đã được công bố bởi CEO Xiaomi Lôi Quân. Các chiếc điện thoại Redmi Note có màn hình HD 5,5-inch với công nghệ OGS và một bộ xử lý lõi tứ từ MediaTek. Có hai biến thể của Redmi Note, một với 1 GB RAM và 8 GB bộ nhớ trong; và khác với 2 GB RAM và 16 GB bộ nhớ trong. Nó được làm sẵn để đặt hàng trước trên 19 tháng 3 độc quyền thông qua một ứng dụng điện thoại di động từ Tencent. Vào tháng 4 năm 2014 Xiaomi đã mua tên miền mi.com với một cái giá kỉ lục 3,6 triệu USD, là tên miền đắt nhất đã từng được mua tại Trung Quốc, thay thế xiaomi.com tên miền chính thức của Xiaomi. Trong quý 2 năm 2014, Xiaomi đã giao 15 triệu thiết bị, 14% của thị trường Trung Quốc, trong khi Samsung chỉ đạt khoảng hơn 13 triệu thiết bị. Vào tháng 7 năm 2014, hãng đã bán được 57, 36 triệu chiếc điện thoại. Trong tháng 11 năm 2014, Xiaomi cho biết sẽ đầu tư 1 tỷ đô la Mỹ trong việc quảng cáo.
Trong tháng 12 năm 2014, Xiaomi hoàn thành một vòng vốn chủ sở hữu do quỹ công nghệ Hồng Kông All-Stars Investment Limited, một quỹ đầu tư thuộc cựu chuyên gia phân tích của Morgan Stanley Richard Ji quyên góp được hơn 1 tỷ Đô la Mỹ, với giá hơn 45 tỷ Đô la Mỹ làm nó trở thành một trong những công ty công nghệ thông tin có giá trị nhất trên thế giới.
Trong tháng 4 năm 2015, Xiaomi công bố nó sẽ làm cho thiết bị Mi của nó có sẵn thông qua hai trong số các trang web thương mại điện tử lớn của Ấn Độ, và thông qua các nhà bán lẻ offline cho lần đầu tiên. Vào ngày 23 tháng 4 năm 2015, CEO của Xiaomi Lôi Quân và VP Hugo Barra cùng nhau đến để công bố một điện thoại mới có tên là Mi 4i tại Ấn Độ, điện thoại đầu tiên được tung ra tại Ấn Độ trước khi tung ra bất kỳ nước nào khác. Mi Band đã được ra mắt trong cùng một sự kiện. Ngày 30 Tháng 6 năm 2015, Xiaomi công bố mở rộng sang Brazil với sự ra mắt của thiết bị sản xuất trong nước Redmi 2, lần đầu tiên các công ty bán một điện thoại thông minh bên ngoài châu Á hoặc lắp ráp bên ngoài Trung Quốc.
Ngày 24 tháng 2 năm 2016, Xiaomi ra mắt Mi5, với bộ vi xử lí Qualcomm Snapdragon 820. Nó có một màn hình 5,15 inch độ phân giải HD 1080p với công nghệ đèn nền 16-LED có thể đưa ra một ảnh với độ sáng 600 nits. Có nhiều mẫu như màu đen, trắng và vàng, và các phiên bản bộ nhớ trong có dung lượng 32GB, 64GB và 128GB. Vào ngày 10 tháng năm 2016, Xiaomi ra mắt Mi Max, với vi xử lý Qualcomm Snapdragon 650/652. Nó có một màn hình hiển thị 6,4 inch với độ phân giải FullHD 1080p với 342ppi. Với 4850 pin mAh, 4GB RAM, máy ảnh sau 16MP lại phải đối mặt với một máy ảnh phía trước 5MP, và bao gồm một cảm biến vân tay. Sau đó Xiaomi ra mắt Mi Max ở Ấn Độ vào ngày 30 tháng 6 năm 2016. Trong tháng 7 năm 2016, những nghệ sĩ Trung Quốc - Lưu Thi Thi, Ngô Tú Ba và Lưu Hạo Nhiên trở thành các đại sứ đầu tiên của dòng Xiaomi Redmi tại Trung Quốc.
Vào ngày 22 tháng 3 năm 2017, Xiaomi thông báo rằng họ có kế hoạch thành lập một nhà máy sản xuất thứ hai tại Ấn Độ hợp tác với nhà sản xuất theo hợp đồng Foxconn. Vào ngày 19 tháng 4 năm 2017, Xiaomi ra mắt Mi6, được trang bị bộ xử lý Qualcomm Snapdragon 835. Vào tháng 7 năm 2017, công ty đã ký thỏa thuận cấp phép bằng sáng chế với Nokia. Vào ngày 5 tháng 9 năm 2017, Xiaomi phát hành Xiaomi Mi A1, điện thoại thông minh Android One đầu tiên dưới khẩu hiệu: Được tạo ra bởi Xiaomi, Được hỗ trợ bởi Google. Xiaomi cho biết đã bắt đầu hợp tác với Google cho điện thoại thông minh Android One Mi A1 vào đầu năm 2017. Một phiên bản khác của điện thoại cũng có sẵn với MIUI, MI 5X. Năm 2017, Xiaomi đã mở các Mi Store ở Ấn Độ, Pakistan và Bangladesh. Mi Store đầu tiên của EU đã được mở tại Athens, Hy Lạp vào tháng 10 năm 2017. Trong quý 3 năm 2017, Xiaomi đã vượt qua Samsung để trở thành thương hiệu điện thoại thông minh lớn nhất tại Ấn Độ. Xiaomi đã bán được 9,2 triệu chiếc trong quý. Vào ngày 7 tháng 11 năm 2017, Xiaomi bắt đầu bán hàng tại Tây Ban Nha và Tây Âu.

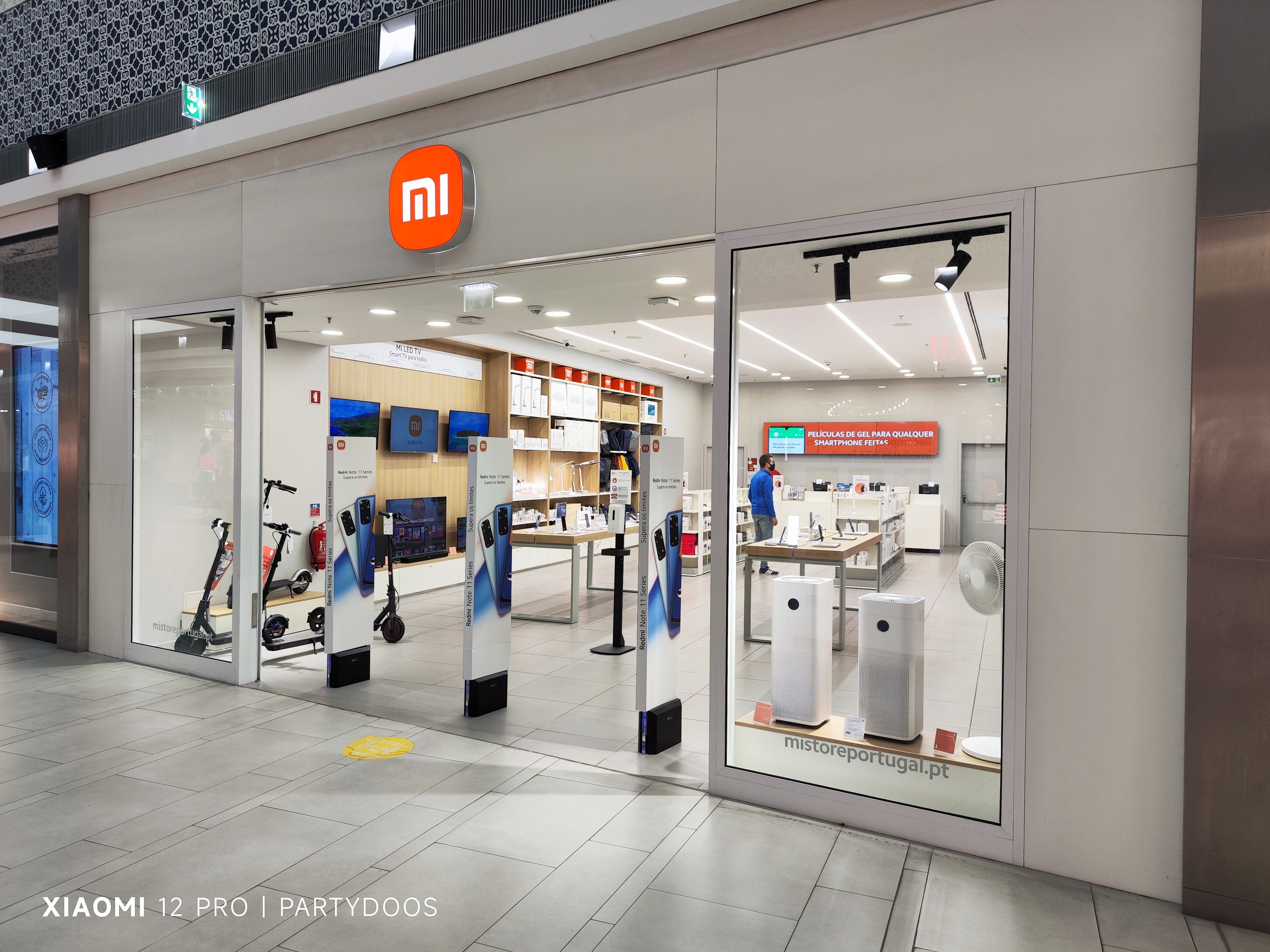
A Xiaomi Store in Loulé, Portugal

Vào tháng 4 năm 2018, Xiaomi đã công bố một thương hiệu điện thoại thông minh chơi game có tên là Black Shark. Nó có 6GB RAM kết hợp với Snapdragon 845 SoC và có giá 508 USD, rẻ hơn so với các đối thủ cạnh tranh. Vào ngày 2 tháng 5 năm 2018, Xiaomi đã công bố ra mắt Mi Music và Mi Video để cung cấp "các dịch vụ internet có giá trị gia tăng" tại Ấn Độ. Vào ngày 3 tháng 5 năm 2018, Xiaomi đã công bố quan hệ đối tác với 3 để bán điện thoại thông minh tại Vương quốc Anh, Ireland, Áo, Đan Mạch và Thụy Điển. Vào tháng 5 năm 2018, Xiaomi bắt đầu bán các sản phẩm nhà thông minh tại Hoa Kỳ thông qua Amazon. Vào tháng 6 năm 2018, Xiaomi đã trở thành công ty đại chúng thông qua việc phát hành cổ phiếu lần đầu tiên trên Sàn giao dịch chứng khoán Hồng Kông, huy động được 4,72 tỷ USD.
Vào ngày 7 tháng 8 năm 2018, Xiaomi thông báo rằng Holitech Technology Co. Ltd., nhà cung cấp hàng đầu của Xiaomi, sẽ đầu tư lên đến 200 triệu USD trong 3 năm tới để xây dựng một nhà máy lớn mới tại Ấn Độ. Vào tháng 8 năm 2018, công ty đã công bố POCO là dòng điện thoại thông minh tầm trung, lần đầu tiên ra mắt tại Ấn Độ. Trong quý 4 năm 2018, Xiaomi Pocophone F1 trở thành điện thoại thông minh bán chạy nhất được bán trực tuyến tại Ấn Độ. Pocophone đôi khi được gọi là "kẻ hủy diệt flagship" vì cung cấp thông số kỹ thuật cao cấp với mức giá phải chăng.
Vào tháng 10 năm 2019, công ty tuyên bố sẽ ra mắt hơn 10 điện thoại 5G trong năm 2020, bao gồm Mi 10/10 Pro với chức năng 5G. Vào ngày 5 tháng 11 năm 2019, Xiaomi thông báo sẽ tham gia thị trường Nhật Bản. Công ty đã thành lập một công ty con, Xiaomi Japan, như một phần trong nỗ lực thâm nhập thị trường điện thoại thông minh Nhật Bản.
Vào ngày 17 tháng 1 năm 2020, POCO India đã trở thành một thương hiệu con riêng biệt của Xiaomi với các thiết bị phân khúc giá rẻ và tầm trung, tiếp theo là đối tác toàn cầu của nó vào ngày 24 tháng 11 năm 2020. Vào tháng 3 năm 2020, Xiaomi đã ra mắt chiếc điện thoại có thể gập lại đầu tiên của mình, Mi Mix Fold. Được trang bị Qualcomm Snapdragon 888 với màn hình AMOLED có thể gập lại 8,01 inch khi mở và màn hình ngoài 6,5 inch khi gập lại. Vào tháng 3 năm 2020, Xiaomi đã giới thiệu giải pháp sạc không dây 40W mới của mình, có thể sạc đầy một chiếc điện thoại thông minh có pin 4.000mAh từ 0% trong 40 phút. Vào tháng 10 năm 2020, Xiaomi đã trở thành nhà sản xuất điện thoại thông minh lớn thứ ba thế giới về khối lượng xuất xưởng, xuất xưởng 46,2 triệu thiết bị trong quý 3 năm 2020.
Vào ngày 30 tháng 3 năm 2021, Xiaomi tuyên bố sẽ đầu tư 10 tỷ USD vào xe điện trong 10 năm tiếp theo. Vào ngày 31 tháng 3 năm 2021, Xiaomi công bố logo mới cho công ty, được thiết kế bởi Kenya Hara. Vào tháng 7 năm 2021, Xiaomi trở thành nhà sản xuất điện thoại thông minh lớn thứ hai thế giới, theo Canalys. Công ty cũng đã vượt qua Apple lần đầu tiên ở châu Âu, trở thành nhà sản xuất điện thoại thông minh lớn thứ hai ở châu Âu theo Counterpoint. Vào tháng 8 năm 2021, công ty đã mua lại công ty lái xe tự hành Deepmotion với giá 77 triệu USD. Vào tháng 12 năm 2021, Xiaomi công bố Xiaomi 12 và Xiaomi 12 Pro. Hai chiếc điện thoại này được trang bị chipset Snapdragon 8 Gen 1.
Tháng 4 năm 2022, Xiaomi chính thức gia nhập hội đồng quản trị của Hiệp hội Kết nối Xe hơi (CCC). Tháng 5 năm 2022, tòa án Ấn Độ đã dỡ bỏ việc đóng băng 725 triệu USD đối với Xiaomi của các cơ quan liên bang. Tháng 6 năm 2022, Xiaomi đã thành lập Công ty TNHH Công nghệ Bán dẫn Zhuhai Xinshi với số vốn đăng ký là 200 triệu RMB. Phạm vi kinh doanh bao gồm: sản xuất mạch tích hợp, thiết kế và dịch vụ chip mạch tích hợp, sản xuất chip mạch tích hợp và sản phẩm, thiết kế mạch tích hợp, sản xuất thiết bị chuyên dụng cho thiết bị bán dẫn, sản xuất thiết bị bán dẫn rời rạc, sản xuất thiết bị chiếu sáng bán dẫn, v.v. Công ty được nắm giữ bởi Công ty quản lý quỹ công nghiệp Hubei Xiaomi Changjiang, một công ty liên kết của Xiaomi và các công ty khác.
Vào tháng 7 năm 2022, Xiaomi và thương hiệu phụ POCO của hãng đã kết hợp chiếm giữ 42% thị phần điện thoại thông minh tại Nga, xếp hạng đầu tiên. Vào ngày 1 tháng 8 năm 2022, Xiaomi India đã nâng COO Murali Krishnan B lên vị trí giám đốc, chịu trách nhiệm về hoạt động hàng ngày, dịch vụ, quan hệ công chúng và các dự án chiến lược của công ty. Ông sẽ tiếp tục làm việc để củng cố cam kết của công ty đối với các sáng kiến Made in India và Digital India. Vào ngày 3 tháng 8 năm 2022, danh sách Fortune Global 500 năm 2022 được công bố, với Tập đoàn Xiaomi xếp hạng 266, tăng 72 vị trí so với năm trước. Vào tháng 12 năm 2022, Xiaomi thông báo rằng doanh số bán hàng toàn cầu tích lũy của dòng Redmi Note đã vượt quá 300 triệu chiếc.
Vào ngày 28 tháng 2 năm 2023, Redmi đã phát hành công nghệ sạc nhanh 300W, tuyên bố rằng nó có thể sạc 10% pin 4100mAh chỉ trong 3 giây, 50% trong 2 phút và 13 giây và sạc đầy trong vòng 5 phút.

## Đổi mới và phát triển
Trong báo cáo đánh giá năm 2021 của WIPO về Chỉ số Sở hữu Trí tuệ Thế giới hàng năm, Xiaomi được xếp hạng thứ 2 trên thế giới, với 216 thiết kế được đăng ký thiết kế công nghiệp theo Hệ thống Hague trong năm 2020. Vị trí này cao hơn so với vị trí thứ 3 trước đó của họ vào năm 2019 với 111 đăng ký thiết kế công nghiệp được công bố. 
Vào ngày 8 tháng 2 năm 2022, Lôi Quân đã đăng tải một tuyên bố trên Weibo để công bố kế hoạch của Xiaomi xâm nhập thị trường điện thoại thông minh cao cấp và vượt qua Apple trở thành nhà bán điện thoại thông minh cao cấp hàng đầu tại Trung Quốc trong vòng ba năm. Để đạt được mục tiêu đó, Xiaomi sẽ đầu tư 15,7 tỷ USD vào R&D trong vòng năm năm tới và công ty sẽ lấy các sản phẩm và trải nghiệm người dùng của mình làm chuẩn so với các dòng sản phẩm của Apple. Lôi Quân mô tả chiến lược mới là "trận chiến sống chết cho sự phát triển của chúng tôi" trong bài đăng trên Weibo của mình, sau khi thị phần của Xiaomi tại Trung Quốc giảm liên tiếp trong nhiều quý, từ 17% xuống 14% trong quý 2 và quý 3 năm 2021, và giảm xuống còn 13,2% tính đến quý 4 năm 2021.
Theo báo cáo gần đây của Canalys, Xiaomi dẫn đầu doanh số bán điện thoại thông minh ở Ấn Độ trong quý 1. Xiaomi là một trong những nhà sản xuất điện thoại thông minh hàng đầu ở Ấn Độ, duy trì giá cả thiết bị phải chăng.
Năm 2022, Xiaomi đã công bố và giới thiệu nguyên mẫu robot hình người của công ty với công chúng, trong khi trạng thái hiện tại của robot rất hạn chế về khả năng của nó, thông báo này được đưa ra để đánh dấu tham vọng của công ty trong việc tích hợp AI vào thiết kế sản phẩm của mình cũng như phát triển dự án robot hình người của họ trong tương lai.

## Logo và linh vật

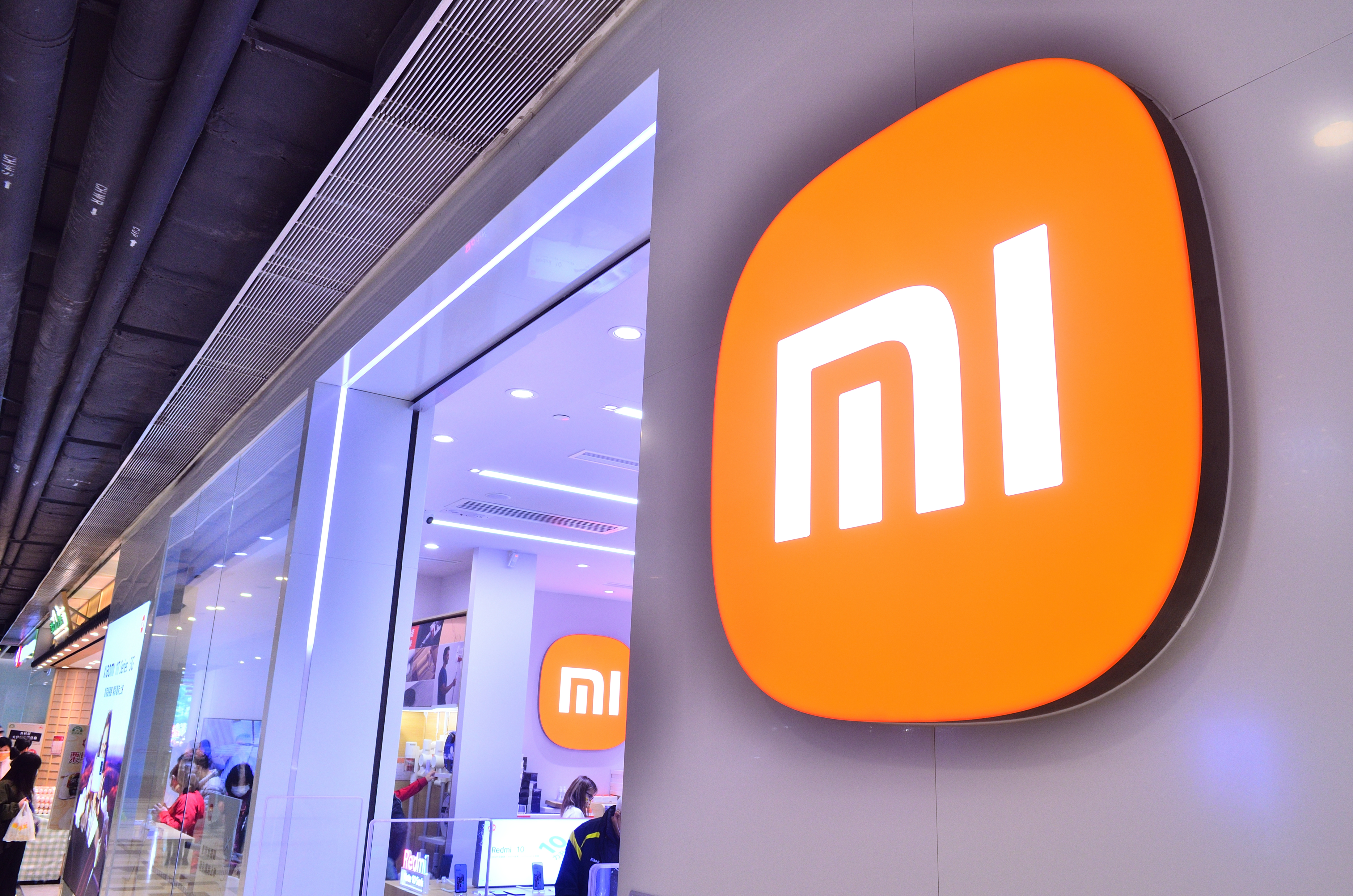
Cửa hàng Mi-Home với logo mới

Xiaomi (小米) là từ tiếng Trung có nghĩa là "hạt kê". Năm 2011, CEO Lôi Quân của Xiaomi cho rằng tên gọi này có nhiều ý nghĩa hơn chỉ là "hạt kê và gạo". Logo đầu tiên của Xiaomi bao gồm một hình vuông màu cam với chữ "MI" màu trắng ở giữa hình vuông. Logo này được sử dụng cho đến ngày 31 tháng 3 năm 2021, khi một logo mới được thiết kế bởi nhà thiết kế nổi tiếng người Nhật Bản Kenya Hara thay thế logo cũ, với cấu trúc cơ bản tương tự như logo trước đó, nhưng hình vuông được thay thế bằng một hình "squircle" với các góc bo tròn, với chữ "MI" vẫn giống hệt với logo trước đó, cùng với một tông màu tối hơn một chút.
Linh vật của Xiaomi, Mitu, là một con thỏ trắng đội mũ Ushanka (gọi là "mũ Lôi Phong" ở Trung Quốc) có ngôi sao đỏ và khăn quàng đỏ trên cổ. Sau đó, ngôi sao đỏ trên mũ được thay thế bằng logo của công ty.

## Đón nhận

### Bị cáo buộc bắt chước Apple Inc.
Xiaomi đã bị cáo buộc bắt chước Apple Inc. Chiến lược tiếp thị tạo cảm giác khan hiếm của Xiaomi được mô tả là "ăn theo" "thương hiệu Apple".
Sau khi đọc một cuốn sách về Steve Jobs khi còn học đại học, chủ tịch kiêm CEO của Xiaomi, Lôi Quân, đã cẩn thận xây dựng hình ảnh của một Steve Jobs, bao gồm quần jean, áo sơ mi tối màu và phong cách thông báo của Jobs tại các buổi ra mắt sản phẩm trước đây của Xiaomi. Ông được mô tả là một "Steve Jobs nhái".
Năm 2013, các nhà phê bình đã tranh luận về việc có bao nhiêu sản phẩm của Xiaomi là sáng tạo, và có bao nhiêu sự sáng tạo của họ chỉ là quan hệ công chúng thực sự tốt.
Những người khác chỉ ra rằng mặc dù có những điểm tương đồng với Apple, nhưng khả năng tùy chỉnh phần mềm dựa trên sở thích của người dùng thông qua việc sử dụng hệ điều hành Android của Google đã khiến Xiaomi trở nên khác biệt. Xiaomi cũng đã phát triển một loạt sản phẩm tiêu dùng rộng hơn nhiều so với Apple.

### Vi phạm Giấy phép Công cộng GNU
Vào tháng 1 năm 2018, Xiaomi đã bị chỉ trích vì không tuân thủ các điều khoản của Giấy phép Công cộng GNU (GPL). Hạt nhân Linux của dự án Android được cấp phép theo các điều khoản copyleft của GPL, yêu cầu Xiaomi phải phân phối mã nguồn hoàn chỉnh của hạt nhân Android và cây thiết bị cho mọi thiết bị Android mà họ phân phối. Bằng cách từ chối làm như vậy, hoặc bằng cách trì hoãn vô lý việc phát hành các mã nguồn này, Xiaomi đang hoạt động vi phạm luật sở hữu trí tuệ ở Trung Quốc, với tư cách là một quốc gia thành viên của Tổ chức Sở hữu Trí tuệ Thế giới (WIPO). Nhà phát triển Android nổi tiếng Francisco Franco đã công khai chỉ trích hành vi của Xiaomi sau nhiều lần trì hoãn việc phát hành mã nguồn hạt nhân. Xiaomi vào năm 2013 tuyên bố rằng họ sẽ phát hành mã nguồn hạt nhân. Mã nguồn hạt nhân đã có sẵn trên trang web GitHub vào năm 2020.

### Mối quan ngại về quyền riêng tư và thu thập dữ liệu
Là một công ty có trụ sở tại Trung Quốc, Xiaomi có nghĩa vụ chia sẻ dữ liệu với chính phủ Trung Quốc theo Luật An ninh mạng Trung Quốc và Luật Tình báo Quốc gia. Đã có báo cáo rằng dịch vụ nhắn tin đám mây của Xiaomi gửi một số dữ liệu cá nhân, bao gồm nhật ký cuộc gọi và thông tin liên hệ, đến máy chủ của Xiaomi. Sau đó, Xiaomi đã phát hành bản cập nhật MIUI biến nhắn tin đám mây thành tùy chọn và không có dữ liệu cá nhân nào được gửi đến máy chủ của Xiaomi nếu dịch vụ nhắn tin đám mây bị tắt.
Vào ngày 23 tháng 10 năm 2014, Xiaomi thông báo rằng họ đang thiết lập các máy chủ bên ngoài Trung Quốc cho người dùng quốc tế, với lý do cải thiện dịch vụ và tuân thủ các quy định ở một số quốc gia. Vào ngày 19 tháng 10 năm 2014, Không quân Ấn Độ đã đưa ra cảnh báo chống lại điện thoại Xiaomi, nói rằng chúng là mối đe dọa an ninh quốc gia vì chúng gửi dữ liệu người dùng đến một cơ quan của chính phủ Trung Quốc. Vào tháng 4 năm 2019, các nhà nghiên cứu tại Check Point đã tìm thấy lỗ hổng bảo mật trong các ứng dụng điện thoại Xiaomi. Lỗ hổng bảo mật được báo cáo là đã được cài đặt sẵn.
Vào ngày 30 tháng 4 năm 2020, Forbes đưa tin rằng Xiaomi theo dõi chi tiết việc sử dụng trình duyệt của mình, bao gồm hoạt động trình duyệt riêng tư, siêu dữ liệu điện thoại và điều hướng thiết bị, và đáng báo động hơn, không có mã hóa bảo mật hoặc ẩn danh dữ liệu, xâm lấn hơn và ở mức độ lớn hơn so với các trình duyệt thông thường. Xiaomi đã phản bác lại các tuyên bố này, đồng thời xác nhận rằng họ đã thu thập dữ liệu duyệt web một cách rộng rãi và cho biết dữ liệu này không được liên kết với bất kỳ cá nhân nào và người dùng đã đồng ý cho phép theo dõi. Xiaomi đã đăng một phản hồi nói rằng việc thu thập dữ liệu thống kê sử dụng tổng hợp được sử dụng cho mục đích phân tích nội bộ và sẽ không liên kết bất kỳ thông tin nhận dạng cá nhân nào với bất kỳ dữ liệu nào trong số này. Tuy nhiên, sau khi Gabriel Cirlig, tác giả của báo cáo theo dõi, Xiaomi đã bổ sung thêm tùy chọn để hoàn toàn ngăn chặn việc rò rỉ thông tin khi sử dụng trình duyệt của mình ở chế độ ẩn danh.

### Kiểm duyệt
Vào tháng 9 năm 2021, trong bối cảnh tranh chấp chính trị giữa Trung Quốc và Lithuania, Bộ Quốc phòng Quốc gia Lithuania đã kêu gọi người dân loại bỏ điện thoại di động do Trung Quốc sản xuất và tránh mua điện thoại mới, sau khi Trung tâm An ninh Mạng Quốc gia Lithuania tuyên bố rằng các thiết bị Xiaomi có khả năng kiểm duyệt được tích hợp có thể được bật từ xa.
Xiaomi đã phủ nhận những cáo buộc này, nói rằng họ "không kiểm duyệt thông tin liên lạc đến hoặc đi từ người dùng" và họ sẽ thuê một bên thứ ba để đánh giá các cáo buộc. Họ cũng tuyên bố rằng về quyền riêng tư dữ liệu, họ đã tuân thủ hai khung để thực hiện Quy định Bảo vệ Dữ liệu Chung của Châu Âu (GDPR), cụ thể là Tiêu chuẩn Quản lý Bảo mật Thông tin ISO/IEC 27001 và Hệ thống Quản lý Thông tin Quyền riêng tư ISO/IEC 27701.

## Sản xuất ở nước ngoài
Nhà máy sản xuất thiết bị di động của Xiaomi đã được khai trương vào ngày 4 tháng 3 năm 2022, bắt đầu sản xuất tại Pakistan. Nhà máy được thành lập với sự hợp tác của Select Technologies (Pvt) Limited, một công ty con thuộc sở hữu hoàn toàn của Air Link. Nhà máy sản xuất nằm ở Lahore.
Tính đến tháng 7 năm 2022, tương lai của nhà máy không chắc chắn do cuộc khủng hoảng chuỗi cung ứng toàn cầu 2021-2023.